# Суханова, Людмила Андреевна
Людми́ла Андре́евна Суха́нова (род. 8 декабря 1943 года) — педагог, Заслуженный учитель Российской Федерации (1995), Народный учитель Российской Федерации (2004), директор МАОУ «Гимназия № 2» города Перми.

## Биография
С 2002 года ежегодно принимает участие в Международной конференции-выставке «Информационные технологии в образовании» в г. Москва, где делится опытом работы по использованию информационных коммуникационных технологий в организации учебного процесса, управлении.
Участник международной конференции «ИТО-2007» (г. Москва).
Участник III Всероссийского форума руководителей образовательных учреждений (г. Москва, 2007 г.)

## Звания
- Заслуженный учитель Российской Федерации, 1995 год[1]
- Народный учитель Российской Федерации, 2004 год[2]
- Почётный гражданин Перми[3], 2008 год

## Награды
- Орден Почёта, 1998 год[4]
- знак «Отличник народного просвещения»
- Диплом конференции «ИТО», 2005 год
- нагрудный знак "За верность профессии", 2023 год